# Derrick Obasohan
Derrick Obasohan,  (nacido el 18 de abril de 1981 en Houston, Texas) es un jugador de baloncesto estadounidense. Con 2.01 de estatura, su puesto natural en la cancha es el de alero. 

## Trayectoria
- Universidad de Texas-Arlington (2000-2004)
- Etzella Ettelbruck (2004-2005)
- RBC Verviers-Pepinster (2005-2006)
- Belenenses (2006)
- Hyères-Toulon Var Basket  (2006-2007)
- Strasbourg IG (2007-2009)
- Hyères-Toulon Var Basket (2009-2010)
- Trabzonspor Basketbol (2010-2011)
- Club Joventut de Badalona (2011-2012)
- Cocodrilos de Caracas (2012)
- Boca Juniors  (2012)
- Cholet Basket (2012-2013)
- AS Mónaco Basket (2013-2015)
- Fos Ouest Provence Basket (2015-2017)